# Folkert
Folkert ist ein männlicher Vorname, der insbesondere im norddeutschen Raum und in den Niederlanden vorkommt.

## Namensträger
- Folkert Christopher Becker (1805–1890), deutsch-niederländisch-amerikanischer Erfinder und Unternehmer
- Folkert de Haan (* 1978), niederländischer Radrennfahrer
- Folkert Jensma (* 1957), niederländischer Journalist
- Folkert Kiepe (* 1947), deutscher Jurist und Verwaltungsfachmann
- Folkert Krey (1692–1775), deutscher Dorfschullehrer, Organist und Verfasser
- Folkert Meeuw (* 1946), deutscher Schwimmer
- Andre Folkert Minne (* 1971), deutscher Politiker (BD, BiW)
- Folkert Posthuma (1874–1943), niederländischer Politiker
- Folkert Potrykus (1900–1971), deutscher Politiker (KPD) und Widerstandskämpfer
- Folkert Rickers (1938–2011), deutscher evangelischer Theologe, Autor und Hochschullehrer
- Folkert Siemens (* 1970), deutscher Journalist, Chefredakteur der Zeitschrift Das Haus
- Folkert Wilken (1890–1981), deutscher Wirtschaftswissenschaftler und Anthroposoph